# Abend (Nossen)
Abend ist ein Ortsteil der sächsischen Stadt Nossen.

## Lage
Abend liegt im Landkreis Meißen, südwestlich von Lommatzsch.
Durch den Ort fließt ostwärts der Abendbach und mündet vor Mutzschwitz in den Stahnaer Bach, der nach der Ortslage nach Norden zum Dreißiger Wasser abknickt, das wenig später in den Ketzerbach mündet, einen Zufluss der Elbe.

## Geschichte
Abend ist ein slawischer Rundweiler mit Block- und Streifenflur.
Die erste urkundliche Erwähnung erfolgte 1334 als Obden.
Einige weitere historische Ortsnamenformen sind Obden, Abden (1378), Obdon (1428), Ebdon (1485), Abendt (1547), Obennd (1555).
Der Name leitet sich her vom altsorbischen Personennamen Obda oder Obděn. Im Laufe der Zeit war der Name nicht mehr gebräuchlich und wurde an das deutsche Wort Abend angeglichen.
Zeitweise bildete Abend mit Neuhöfgen eine Gemeinde.
Die früher selbstständige Landgemeinde wurde 1935 nach Rüsseina eingemeindet und kam 1994 zur Gemeinde Ketzerbachtal und mit dieser 2014 nach Nossen.

## Entwicklung der Einwohnerzahl
| Jahr    | Einwohnerzahl                                         |
| ------- | ----------------------------------------------------- |
| 1547/51 | 3 besessene Mann, 6 Inwohner, 8 Hufen                 |
| 1764    | 5 besessene Mann, 10 Häusler (mit Neuhöfgen), 8 Hufen |
| 1834    | 89                                                    |
| 1871    | 78                                                    |

| Jahr | Einwohnerzahl |
| ---- | ------------- |
| 1890 | 89            |
| 1910 | 68            |
| 1925 | 68            |
| 2019 | 23            |